# Короли Мунстера
Королевство Мунстер, как и Ирландию, также подразделяли на пять частей. По состоянию на XII век деление в соответствии с границами епархий было следующее:
- Томонд (Thomond) или Северный Мунстер — Киллало и Килфенора
- Ормонд (Ormond) или Восточный Мунстер — Кашель, Оссори, Уотерфорд
- Центральный Мунстер (Medon Muman) — Лимерик и Эмли, Лисмор
- Десмонд (Desmond) или Южный Мунстер — Корк, Клойн и Росс
- Иармуму (Iarmuman) или Западный Мунстер — Ардферт или Керри

## Легендарные правители

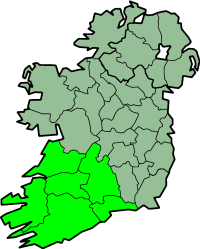
Мунстер

Ранние источники по истории Мунстера скудны.
- Ир, Орба, Ферон и Фергна сыновья Эбер Финна
- Конмаэл мак Эбер

…
- Эохайд Мумо, король Манстера, верховный король Ирландии

…
- ок. 50 до н. э. Дега
- Дайре мак Дедад
- ок. 10 до н. э. Ку Рои мак Дайре
- ок. 10 до н. э. Тигернах Тетбаннах[пол.]
- ок. 50 н. э. Лугайд мак Кон Рои
- ок. 150—170 Мугайн
- ок. 170—190 Муг Лама, сын предыдущего
- ок. 190—200 Муг Ниат, сын предыдущего

## Короли Муму (Манстера) из родаЭоганахта(ок. 200—1119)[2]
- ок. 200—226 Муг Нуадат (Эоган Тайдлех) сын Муг Нейт
- ок. 226—248 Айлил Гнилое Ухо (Олом), сын предыдущего
- ок. 248—250 Кормак Касс, сын предыдущего
- ок. 250—270 Эоган Мор, брат предыдущего
- ок. 270—290 Фиаху Мулетан, сын предыдущего
- ок. 290—330 Айлил Фланн
- ок. 330—360 Майн Муман (Дейр Керба), сын предыдущего
- ок. 360—390 Луйгтех, брат предыдущего

### Исторические короли
Долгое время роль королей Манстера была невелика, региональные короли (Десмонда, Томонда, Ормонда, Иармуму) не всегда де-факто ему подчинялись.

Ирландия в VIII — первой трети IX века

- 390 — 420 Коналл Корк, сын Луйгтеха (Conall Corc)[3], король Кашеля
- Над Фройх, сын Коналл Корка (Nad Froich), король Кашеля ок. 420—454).
- Энгус, сын Над Фройха (Angus) король Кашеля в (?- ок. 490/492) или в 454—489[4]
- Дауи Иарлате, сын Майтне (Daui Iarlaithe) (489—492) [L]
- Эохайд мак Энгуса, сын Энгуса (Eocha), король Кашеля в 492—525[5]
- Федлимид мак Энгуса, сын Энгуса (Feidlimid I), король Кашеля. (?-522) или (523 — ок. 535)[С][6]
- Дуб Гилках, сын Энгуса, король Кашеля в первой половине VI века.
- Кримтанн Срем (Фемин), сын Эхдаха (Crimthan Stem) 522—542 или ок. 550 — 60 [G][7]
- до 579/580 Кайрпре Кромм, сын Кримтанна (Coirpre the Crooked), король Кашеля [G].
- 579/580—583 Фергус Раздор, сын Кримтанна Айртир Хлиаха (Fergus Scandal) [AG]
- 580-е годы Федлимид мак Кайрпри Круймм, сын Кайрпре (Feidlimid II) [G]
- 583—590/593 Федлимид мак Тигернайг, сын Тигернаха (Feidlimid III), король Кашеля [R]
- не позднее 596—603 Амалгайд мак Эндай, сын Энды (Amalgaid)[8] [Б]
  - Гарбан мак Эндай (Габран), сын Энды (Gabran) [Б]
- 603—619 Финген мак Аэдо Дуйб, сын Аэда Черного (Fingen), король Кашеля [С]
- до 619/621 Аэд Беннан, сын Кримтанна (Aedh I Bennan), король Мунстера [L]
- 619/621—625/628 Катал мак Аэдо, сын Аэда Фланда Хатраха (Cathal I), король Кашеля, король Глендамайна [G]
- 625/628—637/639 Файльбе Фланн, сын Аэда Дуба (Failbe the Blood-Red), король Кашеля [С]
- 637/639—641 Куан мак Амалгадо, сын Амалгайда (Cuan), король Кашеля [Б]
- 641—662 Маэнах мак Фингин, сын Фингена (Macnach), король Кашеля [С]
- 662—665/666 Катал Ку-кен-матайр, сын Катала (Cathal II the Motherless Hound) король Мунстера, король Кашеля [G]
- 665/666—678 Колгу мак Файльбе Флайнн, сын Файльбе Фланна (Colgu), король Кашеля [С]
- 678—695/696 Фингуне мак Катайл, сын Катала Ку-кен-матайра (Finguine) король Кашеля [G]
- 695/696—698/701 Айлиль мак Катайл, сын Катала (Ailill), король Кашеля [G]
- 697 и 713—721 Этерскел мак Маэл Умай, сын Маэла Умай (Eterscel), король Кашеля [Б]
- 698/701—713 Кормак мак Айлелло, сын Айлиля (Cormac I) король Кашеля [С]
- 731/721—742 Катал мак Фингуйне, сын Фингуне (Cathal III), король Кашеля [G]
- ок.742 — Катуссах мак Этерскелай, сын Этерскела (Cathussach) [Б]
- ок.766 — 786 Маэль Дуйн, сын Аэда (Mael I Duin), король Мунстера [L]
- ? — 796/797 Олхобар, сын Фланна (Olchobar I), соправитель Кашеля [F]
- ? — 805 Олхобар, сын Дуб-Индрехта (Olchobar II) [Б]
- 793 — 821 Артри, сын Катала (Artri) король Кашеля 805—821, король Мунстера в 793—821 [G]
- Туатал, сын Артри (Tuathal) соправитель[G]
- Тнутгал, сын Доннгала соправитель [С]
- ок. 820—847 Федлимид, сын Кримтанна (Feidlimid IV) король Кашеля, король Мунстера [С]
- 847 — 851 Олхобар, сын Кинаэда (Olchobar III) король Кашеля [L]
- 851 — 853 Айльгенан, сын Доннгала (Ailgenan) король Кашеля [С]
- 853 — 859 Маэл Гуале, сын Доннгала (Mael II Gualae) король Кашеля [С]
- 859 — 872 Кенн Фаэлад Уа Мугтигирн (Cenn Faelad) король Кашеля [АС]
- 872 — 888 Дунхад, сын Дуб-да-Байренна (Donnchad I) [АС]
- 888 — 895 Дуб Лахтна, сын Маэла Гуале (Dubh Lachtna) король Кашеля [С]
- 896 — 901 Фингуне Гусиная Голова, сын Лоэгайре (Finguine II Cenn Ngecan) умер в 902 году [С]
- 902 — 908 Кормак, сын Куленнана (Cormac II) [С]
- ок. 914—944 Флатбертах мак Инмайнен, сын Инманена (Flaithbertach, Flaherty)
- ок. 920 Лоркан, сын Конлигана (Lorcan) [С]
- ? — 954 Келлахан Кашиль (Cellachan Caisil), сын Буадахана, король Кашеля и Манстера [С]
- 955 — 957 Маэл Фатардайг, сын Фланна (Mael III Fathardaig), король Кашеля и Манстера [С]
- 957 — 959 Дуб-да-Байренн, сын Домналла (Dubh-da-Bairenn), король Кашеля и Манстера [R]
- 959 — 961 Фер Грайд, сын Клерига (Fergraid), король Кашеля и Манстера [С]
- 961 — 963 Доннхад, сын Келлахана (Donnchad II), король Кашеля и Манстера [С]
- 963/967 — 976 Матгамайн, сын Кеннетига (Mathgamain, Mathgamaun) король Манстера [D]
- 976 — 978 Маэлмуад, сын Брана (Maelmuad), король Кашеля и Манстера [R]

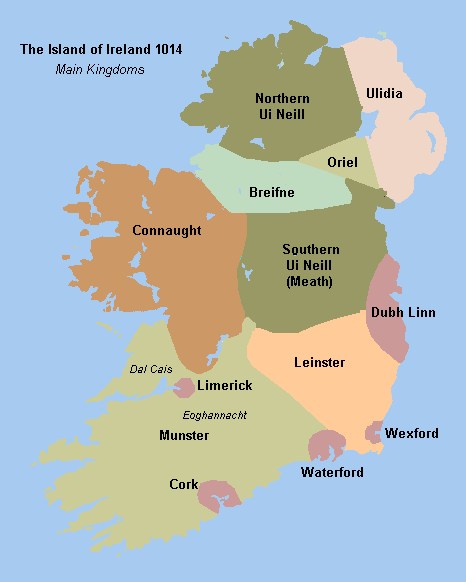
Ирландия в 1014 году

- 978 — 1014 Бриан Бору сын Кеннетига (Brian mac Cennétig, ирл. Brian Bóraimhe), (941/926 — 23 апреля 1014) король Манстера в 978—1014, верховный король Ирландии 1002—1014 [D]
- Дунгал, сын Маэла Фатардайга Уа Доннхада (ум. 1025 г.) [С]
- 1014 — 1064 Доннхад, сын Бриана (Donnchad III), (ум. 1064 г.) король Манстера в 1014—1064, верховный король Ирландии 1040—1064 [D]
- Мурхад, сын Доннхада (ум. 1068 г.) [D]
- 1064 — 1086 Тойррделбах Уа Бриайн (Turlough I, Toirdhealbhach Ua Briain, Toirdelbach) (1008/1009- 14 июля 1086) король Манстера в 1064—1086, верховный король Ирландии 1072—1086 [D]

## Распад
- 1084—1119 Муйрхертах Уа Бриайн (Muirchertach Ua Briain) (1048-10 март 1119) король Манстера в 1084—1119, верховный король Ирландии 1086—1119 [D]
- 1084 — 1086 Тадг, сын Тойррделбаха Уа Бриайна (Tadgh) король-соправитель Манстера [D]
- — 1115 Домналл, сын Тадга Уа Бриайна, король Томонда (части Манстера) [D]
- 1116 — 1118 Диармайт, сын Тойррделбаха Уа Бриайна, сокороль Манстера 1084—1086, король Манстера 1116—1118 [D]
- 1118 — 1142 Конхобар, сын Диармайта (Conchobar I), король Томонда (части Манстера).
- 1142 — 1167 Тойррделбах, сын Диармайта (Turlough II), король Томонда [D]
- ок. 1165—1168 Муйрхертах мак Тойррделбайг, сын Тойррделбаха король Мунстера
- 1168 — 1194 Домналл Мор Уа Бриайн, сын Тойррделбаха (Donal the Great), король Томонда
- 1118 Бриан, сын Мурхада Уа Бриайна (ум. 1118 г.) соправитель Манстера, король Томонда [D]
- 1122 — 1154 Тадг Глай Уа Бриайн (Brian II), соправитель Манстера, король Томонда [D]
- 1118 — 1124 Тадг Мак Карртайг (Tadhg I) король Десмонда [С]
- 1127 — 1138 Кормак Мак Карртайг (Cormac III) король Десмонда[С]